# 希代格庫蒂·南多爾體育場
希代格庫蒂·南多爾體育場（匈牙利語：Hidegkuti Nándor Stadion）是一座位於匈牙利布達佩斯約瑟夫城的綜合體育場。體育場於2016年10月13日啟用。體育場以MTK布達佩斯和匈牙利足球運動員希代格庫蒂·南多爾 (1922–2002) 的名字命名。體育場主要用於舉辦足球賽事，也是MTK布達佩斯的主場。

## 外部連結
- Hidegkuti Nándor Stadium at magyarfutball.hu （页面存档备份，存于）